# 보리스 트로파네츠
보리스 트로파네츠(Boris Yakovlevich Tropanet, 러시아어: Борис Яковлевич Тропанец, 1964.10.11. ~ 2008.5.22.)는 몰도바 출신의 전 축구 선수로, 1996년 부천 유공에서 공격형 미드필더로 활약한 선수이다. 이 선수가 떠나고 1997년 보리스라는 똑같은 등록명을 사용하는 동명이인의 수비수 보리스 보스트로사블린가 입단하였고 한 동안 같은 선수로 잘못 알려졌다. 현재 등록명은 보리스1이다.